# (17353) 1975 TE
A (17353) 1975 TE a Naprendszer kisbolygóövében található aszteroida. Henry L. Giclas fedezte fel 1975. október 10-én.